# La peste di Parigi
La peste di Parigi (Verwehte Spuren) è un film drammatico del 1938, diretto da Veit Harlan. Il soggetto del film è ispirato ad un fatto realmente accaduto.

## Trama
Parigi 1867. In occasione dell'Esposizione Universale, giungono dal Canada nella capitale francese Séraphine Lawrence e sua madre Madeleine. Le due donne devono essere ospitate in due alberghi diversi ma, quasi subito, Madeleine scompare. La figlia si mette alla sua ricerca, aiutata dal dottor Morot, però della madre sembrano essere state cancellate tutte le tracce.
Il dottore scoprirà che la donna era morta di peste e che il suo corpo era stato fatto sparire per impedire che nella città piena di visitatori per il grande evento si scatenasse il panico. A Madeleine, che ha corso il rischio durante le indagini di venir presa per pazza, resta la consolazione dell'amore di Morot.

## Produzione
Il film fu prodotto dalla Majestic-Film GmbH. Venne girato in Germania, a Berlino e a Monaco di Baviera, e in Francia, a Parigi.

## Distribuzione
Distribuito dalla Tobis-Filmverleih, il film venne presentato in prima visione a Monaco di Baviera il 26 agosto 1938 con il titolo originale Verwehte Spuren. Tradotto in olandese, diventò Vervaagde sporen, uscendo nei Paesi Bassi il 23 settembre dello stesso anno, seguito a ruota da una distribuzione in Svezia il 28 novembre come Försvunnen i storstaden. L'anno dopo, con il titolo Kadonneet jäljet, il 20 agosto 1939, arrivò in Finlandia. Negli Stati Uniti venne distribuito dall'Ufa Film Company il 13 ottobre 1939 come Covered Tracks.